# یوسف البی
یوسف البی (انگلیسی: Youssef Elbai؛ ۵ ژوئن ۱۹۷۸ – ۲۴ مهٔ ۲۰۰۹) بازیکن فوتبال اهل فرانسه بود.
از باشگاه‌هایی که در آن بازی کرده‌است می‌توان به باشگاه فوتبال نانت اشاره کرد.